# Teumiket Ranom
Teumiket Ranom is een bestuurslaag in het regentschap Aceh Barat van de provincie Atjeh, Indonesië. Teumiket Ranom telt 145 inwoners (volkstelling 2010).